# Campeonato Uruguaio de Futebol de 2019 – Segunda Divisão
A Segunda Divisão do Campeonato Uruguaio de Futebol de 2019, também conhecida como Segunda División Profesional de 2019, é a 78ª edição do campeonato de clubes da segunda divisão do futebol uruguaio organizado pela Associação Uruguaia de Futebol (em espanhol: Asociación Uruguaya de Fútbol, AUF). O torneio começou em 4 de maio e terminou em 14 de dezembro de 2019.
O Torque consagrou-se campeão da temporada de 2019, após empatar por 1–1 com o Deportivo Maldonado, no estádio Centenario pela última rodada do torneio. Graças a esse resultado, o Deportivo Maldonado também logrou acesso direto à Primera División de 2020 como vice-campeão. A última vaga ficou com o Rentistas, campeão do play-off pelo acesso.

## Sistema de disputa
A Segunda División Profesional é disputada por doze clubes e dividida em duas fases: temporada regular e play-off. Na primeira fase, os doze times se enfrentarão no sistema de pontos corridos em dois turnos (jogos de ida e volta) num total de 22 jogos para cada um. Ao final das 22 rodadas, o time com o maior número de ponto é declarado campeão, garantindo acesso junto como o vice-campeão à Primera División do ano seguinte. Além disto, os times posicionados do terceiro ao sexto lugar na tabela disputarão um fase eliminatória (mata-mata; play-offs; repescagem) em jogos de ida e volta pelo terceiro e último acesso à primeira divisão de 2020. Quanto ao rebaixamento, os dois últimos colocados na tabela com base na média de pontos acumulada por partida nas últimas duas temporadas, incluída a atual, cairão para a Segunda División B (terceira divisão, amadora).

### Critérios de desempate
Caso haja empate de pontos entre dois clubes, os critérios de desempates serão aplicados na seguinte ordem:
1. Saldo de gols
2. Gols marcados
3. Confronto direto
4. Sorteio

## Participantes

### Número de equipes por departamento
| Posição | Departamento | Nº de equipes | Equipes |
| ------- | ------------ | ------------- | --- |
| 1       | Montevidéu   | 9             | Albion, Bella Vista, Central Español, Cerrito, Rentistas, Sud América, Torque, Villa Española e Villa Teresa |
| 2       | Maldonado    | 2             | Atenas e Deportivo Maldonado                                                                                 |
| 3       | Tacuarembó   | 1             | Tacuarembó                                                                                                   |

### Informações das equipes
| Equipe              | Cidade     | Fundação                | Estádio (mando)                        | Capacidade | Títulos (último)       |
| ------------------- | ---------- | ----------------------- | -------------------------------------- | ---------- | ---------------------- |
| Albion              | Montevidéu | 1 de junho de 1891      | Parque Dr. Enrique Falco Lichtemberger | 2 000      | 0— (nenhum)            |
| Atenas              | San Carlos | 1 de maio de 1928       | Ateniense                              | 6 000      | 0— (nenhum)            |
| Bella Vista         | Montevidéu | 4 de outubro de 1920    | José Nasazzi                           | 5 002      | 05 (último em 2005)    |
| Central Español     | Montevidéu | 5 de janeiro de 1905    | Parque Palermo                         | 6 500      | 03 (último em 2011–12) |
| Cerrito             | Montevidéu | 28 de outubro de 1929   | Parque Maracaná                        | 8 000      | 01 (em 2003)           |
| Deportivo Maldonado | Maldonado  | 25 de agosto de 1928    | Domingo Burgueño Miguel                | 25 000     | 0— (nenhum)            |
| Rentistas           | Montevidéu | 26 de março de 1933     | Complejo Rentistas                     | 10 600     | 04 (último em 2010–11) |
| Sud América         | Montevidéu | 15 de fevereiro de 1914 | Parque Carlos Ángel Fossa              | 6 000      | 07 (último em 2012–13) |
| Tacuarembó          | Tacuarembó | 11 de novembro de 1998  | Raúl Goyenola                          | 8 000      | 01 (em 2013–14)        |
| Torque              | Montevidéu | 26 de dezembro de 2007  | Centenario                             | 65 235     | 01 (em 2017)           |
| Villa Española      | Montevidéu | 18 de agosto de 1940    | Obdulio Varela                         | 8 000      | 01 (em 2001)           |
| Villa Teresa        | Montevidéu | 1 de junho de 1941      | Abraham Paladino                       | 5 400      | 0— (nenhum)            |

## Classificação
| Pos. | Equipes             | P  | J  | V  | E | D  | GP | GC | SG  | Classificação ou rebaixamento                                                    |
| ---- | ------------------- | -- | -- | -- | - | -- | -- | -- | --- | -------------------------------------------------------------------------------- |
| 1    | Torque              | 43 | 22 | 12 | 7 | 3  | 28 | 14 | 14  | Campeão e promovido à Primera División de 2020.                                  |
| 2    | Deportivo Maldonado | 40 | 22 | 12 | 4 | 6  | 30 | 20 | 10  | Promovido à Primera División de 2020.                                            |
| 3    | Rentistas           | 39 | 22 | 11 | 6 | 5  | 28 | 19 | 9   | Classificados para os play-offs pelo terceiro acesso à Primera División de 2020. |
| 4    | Villa Española      | 36 | 22 | 10 | 6 | 6  | 30 | 25 | 5   | Classificados para os play-offs pelo terceiro acesso à Primera División de 2020. |
| 5    | Cerrito             | 30 | 22 | 8  | 6 | 8  | 26 | 23 | 3   | Classificados para os play-offs pelo terceiro acesso à Primera División de 2020. |
| 6    | Sud América         | 30 | 22 | 8  | 6 | 8  | 16 | 17 | 1   | Classificados para os play-offs pelo terceiro acesso à Primera División de 2020. |
| 7    | Atenas              | 29 | 22 | 8  | 5 | 9  | 30 | 27 | –3  |                                                                                  |
| 8    | Villa Teresa        | 28 | 22 | 8  | 4 | 10 | 24 | 27 | –3  |                                                                                  |
| 9    | Albion              | 27 | 22 | 7  | 6 | 9  | 21 | 28 | –7  |                                                                                  |
| 10   | Central Español     | 24 | 22 | 6  | 6 | 10 | 18 | 25 | –7  |                                                                                  |
| 11   | Bella Vista         | 20 | 22 | 6  | 2 | 14 | 23 | 40 | –17 |                                                                                  |
| 12   | Tacuarembó          | 19 | 22 | 5  | 4 | 13 | 19 | 28 | –9  |                                                                                  |

Fonte: AUF.

## Rebaixamento
| Pos. | Equipes             | J 2018                                    | P 2018                                    | J 2019                                    | P 2019                                    | Pts.                                      | Promédio                                  | Rebaixamento                             |
| ---- | ------------------- | ----------------------------------------- | ----------------------------------------- | ----------------------------------------- | ----------------------------------------- | ----------------------------------------- | ----------------------------------------- | ---------------------------------------- |
| 1    | Torque              | —                                         | —                                         | 22                                        | 43                                        | 43                                        | 1.954                                     |                                          |
| 2    | Deportivo Maldonado | 26                                        | 35                                        | 22                                        | 40                                        | 75                                        | 1.562                                     |                                          |
| 3    | Cerrito             | 26                                        | 37                                        | 22                                        | 30                                        | 67                                        | 1.395                                     |                                          |
| 3    | Rentistas           | 26                                        | 28                                        | 22                                        | 39                                        | 67                                        | 1.395                                     |                                          |
| 5    | Sud América         | 26                                        | 35                                        | 22                                        | 30                                        | 65                                        | 1.354                                     |                                          |
| 5    | Villa Española      | 26                                        | 29                                        | 22                                        | 36                                        | 65                                        | 1.354                                     |                                          |
| 7    | Villa Teresa        | 26                                        | 36                                        | 22                                        | 28                                        | 64                                        | 1.333                                     |                                          |
| 8    | Atenas              | —                                         | —                                         | 22                                        | 29                                        | 29                                        | 1.318                                     |                                          |
| 9    | Central Español     | 26                                        | 32                                        | 22                                        | 24                                        | 56                                        | 1.166                                     |                                          |
| 10   | Albion              | 26                                        | 28                                        | 22                                        | 27                                        | 55                                        | 1.145                                     |                                          |
| 11   | Tacuarembó          | 26                                        | 35                                        | 22                                        | 19                                        | 54                                        | 1.125                                     |                                          |
| 12   | Bella Vista         | —                                         | —                                         | 22                                        | 20                                        | 20                                        | 0.909                                     | Zona de rebaixamento à Segunda B de 2020 |
| 13   | El Tanque Sisley    | Rebaixado por não quitamento das dívidas. | Rebaixado por não quitamento das dívidas. | Rebaixado por não quitamento das dívidas. | Rebaixado por não quitamento das dívidas. | Rebaixado por não quitamento das dívidas. | Rebaixado por não quitamento das dívidas. | Zona de rebaixamento à Segunda B de 2020 |

## Play-offs
A repescagem pelo terceiro acesso ocorreu de 9 de novembro até 14 de dezembro de 2019. O Rentistas foi o grande vencedor da disputa. A vaga veio de uma vitória por 2–0 pelo segundo jogo da final ante o Villa Española. Os gols da equipe dirigida por Alejandro Cappuccio foram assinalados por Damián Malrechauffe e Matías Abisab. Na partida de ida, o jogo terminou em 1–1. Com isto, o Rentistas une-se a Torque (campeão da divisão) e Deportivo Maldonado (vice-campeão) como os promovidos para a Primera División de 2020.

### Tabelão
|  | Semifinais | Semifinais     | Semifinais     | Semifinais | Semifinais |   |   | Finais    | Finais | Finais | Finais | Finais |
|  |            |                |                |            |            |   |   |           |        |        |        |        |
|  | 3          | Rentistas      | 0              | 4          | 4          |   |   |           |        |        |        |        |
|  | 6          | Sud América    | 0              | 0          | 0          |   |   |           |        |        |        |        |
|  |            |                |                |            |            |   | 3 | Rentistas | 1      | 2      | 3      |        |
|  |            | 4              | Villa Española | 1          | 0          | 1 |   |           |        |        |        |        |
|  | 4          | Villa Española | 2              | 0          | 2          |   |   |           |        |        |        |        |
|  | 5          | Cerrito        | 0              | 1          | 1          |   |   |           |        |        |        |        |

### Semifinais dosPlay-offs
Os jogos das semifinais foram disputados em 9 (ida) e 16 de novembro (volta) de 2019.
| Equipe 1       | Total | Equipe 2    | 1.º jogo | 2.º jogo |
| -------------- | ----- | ----------- | -------- | -------- |
| Rentistas      | 4–0   | Sud América | 0–0      | 4–0      |
| Villa Española | 2–1   | Cerrito     | 2–0      | 0–1      |

#### Jogos de ida
| 9 de novembro de 2019 | Cerrito | 0 – 2     | Villa Española | Montevidéu          |  |
| 10:00                 |         | Relatório |                | Estádio: Centenario |  |

| 9 de novembro de 2019 | Sud América | 0 – 0     | Rentistas | Montevidéu              |  |
| 16:00                 |             | Relatório |           | Estádio: Obdulio Varela |  |

#### Jogos de volta
| 16 de novembro de 2019 | Villa Española | 0 – 1     | Cerrito | Montevidéu              |  |
| 16:00                  |                | Relatório |         | Estádio: Obdulio Varela |  |

| 16 de novembro de 2019 | Rentistas | 4 – 0     | Sud América | Montevidéu                  |  |
| 16:00                  |           | Relatório |             | Estádio: Complejo Rentistas |  |

### Final dosPlay-offs
| 7 de dezembro de 2019 | Villa Española         | 1 – 1     | Rentistas                  | Montevidéu                                      |  |
| 17:00                 | - Santiago López 90+1' | Relatório | - Maximiliano Callorda 31' | Estádio: Obdulio Varela Árbitro: Antonio García |  |

| 14 de dezembro de 2019 | Rentistas                       | 2 – 0     | Villa Española | Montevidéu                                          |  |
| 16:00                  | - Malrechauffe 68' - Abisab 78' | Relatório |                | Estádio: Complejo Rentistas Árbitro: Fernando Falce |  |

## Estatísticas da temporada

### Artilheiros
| Pos. | Jogador              | Equipe              | Gols |
| ---- | -------------------- | ------------------- | ---- |
| 1    | Jonathan Soto        | Villa Teresa        | 11   |
| 1    | Maximiliano Callorda | Rentistas           | 11   |
| 2    | Jhonatan Candia      | Villa Española      | 10   |
| 3    | César Pereyra        | Deportivo Maldonado | 9    |
| 3    | Gustavo del Prete    | Torque              | 9    |
| 3    | Santiago López       | Villa Española      | 9    |
| 3    | Santiago Nagüel      | Atenas              | 9    |
| 7    | Christian Yeladian   | Cerrito             | 8    |

## Premiação
| Segunda División Profesional de 2019 |
| Uruguai                              |
| ------------------------------------ |
| Torque Campeão (2º título)           |